# Lucas di Grassi
Lucas di Grassi, né le 11 août 1984 à São Paulo, est un pilote automobile brésilien qui a fait ses débuts en Formule 1 en 2010. Il est sacré Champion de Formule E en 2016-2017 pour sa troisième saison avec Audi. Il est titulaire chez Audi entre 2014 et 2021. En 2022, il est annoncé chez Venturi Racing aux côtés d'Edoardo Mortara pour la saison 8 de Formule E. Il court ensuite pour Mahindra en saison 9, puis ABT Cupra en saison 10.

## Biographie

### 2002-2009: Formules de promotion
Après plusieurs années de karting, Lucas di Grassi débute en sport automobile en 2002, en championnat du Brésil de Formule Renault. L'année suivante, il accède au championnat d'Amérique du Sud de Formule 3 qu'il termine en deuxième position. La même année, il fait ses débuts en Europe, dans le relevé championnat de Formule 3 Euro Series avant de disputer à temps complet le championnat britannique de la spécialité en 2004. Il s'y classe huitième avec deux victoires. Il se met également en évidence lors du Grand Prix de Macao de Formule 3 qu'il termine sur le podium. En 2005, il retourne en Formule 3 Euro Series et se classe troisième du championnat derrière les pilotes de l'écurie ASM Formule 3 Lewis Hamilton et Adrian Sutil. En fin d'année, il s'impose au Grand Prix de Macao devant Robert Kubica et Sebastian Vettel.
En 2006, il accède au championnat de GP2 Series, au sein de l'écurie Durango. Sa saison d'apprentissage s'achève à la dix-septième place finale mais ne l'empêche pas d'être choisi l'année suivante par l'équipe française ART Grand Prix pour remplacer le champion sortant Lewis Hamilton. Annoncé comme l'un des favoris du championnat 2007, il déçoit par ses performances, mais sa régularité lui permet de contester jusqu'en fin de saison le titre à l'Allemand Timo Glock. Il termine deuxième du championnat avec une victoire.
Membre du Renault Driver Development depuis 2004, il est promu en 2008 et 2009, comme pilote essayeur du Renault F1 Team. Le 7 novembre 2008, l'écurie Honda, sponsorisée par l'entreprise brésilienne Petrobras, et qui hésite à conserver Rubens Barrichello pour la saison 2009, annonce que Di Grassi sera testé sur le circuit de Barcelone face à un autre pilote brésilien, Bruno Senna, à la fin du mois,. Lors du premier test, Bruno Senna se montre plus rapide que Di Grassi mais il a roulé dans de meilleures conditions. Bruno Senna se montre à nouveau le plus rapide lors du deuxième test. Mais le 5 décembre 2008, Honda annonce son retrait de la Formule 1 en raison de la crise économique mondiale et le 6 mars 2009, l'équipe est vendue à plusieurs membres de l'écurie parmi lesquels le directeur technique Ross Brawn et quatre autres membres de l'écurie (Nick Fry, Nigel Kerr, Caroline McGrory et John Marsden). Rebaptisée Brawn GP Formula One Team, l'équipe décide de conserver Rubens Barrichello. 

### 2010: Première et unique saison en F1 avec Virgin

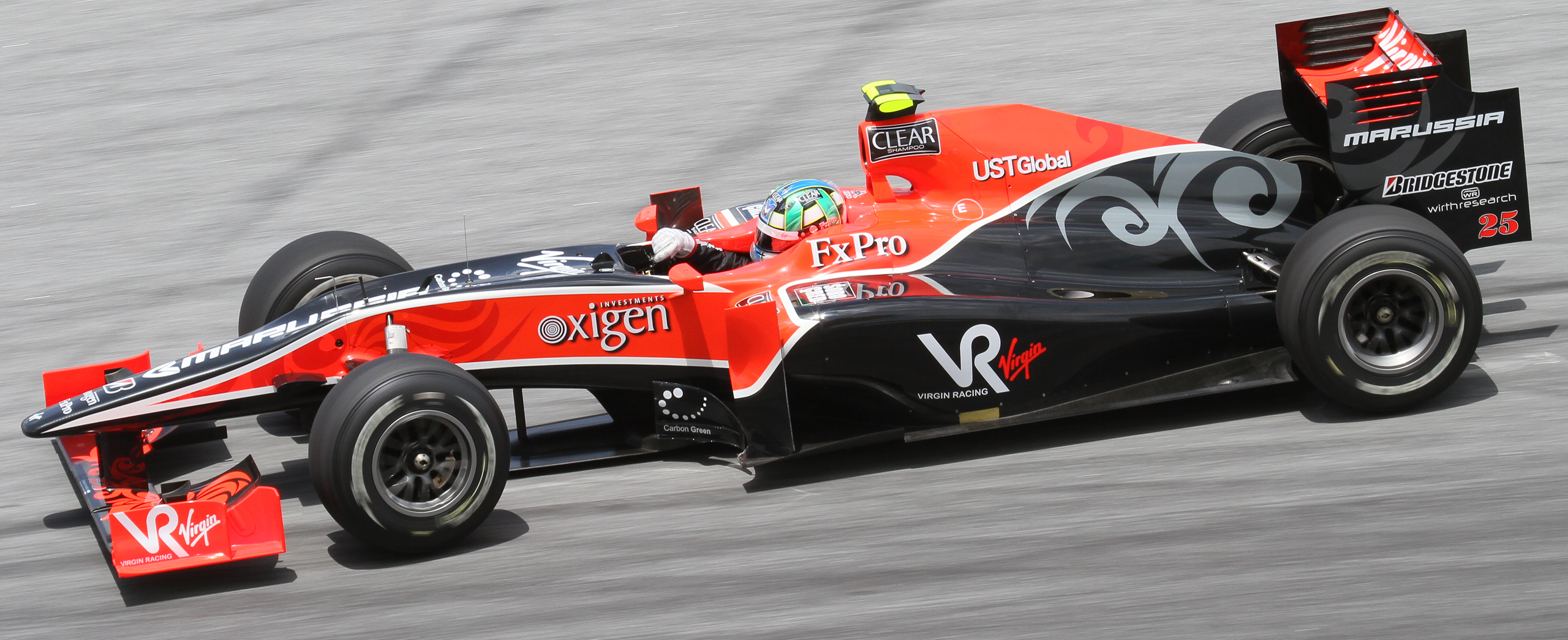
Lucas di Grassi à bord de la Virgin VR-01 en Malaisie.

En 2010, Di Grassi débute en Formule 1 dans la nouvelle équipe, Virgin Racing, et a pour coéquipier Timo Glock. À Bahrein, pour la première course de la saison, Di Grassi est vingt-deuxième sur la grille et renonce après deux tours sur casse hydraulique.
En Australie, Di Grassi se classe vingt-deuxième des qualifications. Sa course se solde par un nouveau abandon puisqu'il est victime d'une panne hydraulique. À l'issue de la course, Nick Wirth révèle que le réservoir des voitures est trop petit et que les monoplaces ne peuvent pas embarquer assez de carburant pour l'ensemble de la course. Virgin obtient de la FIA une dérogation pour modifier son châssis en intégrant un nouveau réservoir.
En Malaisie, en raison des conditions climatiques difficiles lors des qualifications, Di Grassi réalise le dernier temps. En course, Di Grassi, malgré un aileron endommagé après un contact avec Jarno Trulli, finit la course en quatorzième position, et permet à la VR-01 de recevoir son premier drapeau à damier. Di Grassi et son coéquipier ont roulé à l'économie pour éviter la panne sèche. 
En Chine, Di Grassi doit partir des stands avec sept tours de retard à cause d'un problème d'embrayage et ne reste en piste que huit tours. 
À l'issue de la saison, Di Grassi se classe vingt-quatrième du championnat du monde, sans avoir inscrit de point. Largement dominé par son coéquipier Timo Glock et ayant commis quelques erreurs de jeunesse à bord d'une voiture peu compétitive, il n'est pas conservé pour la saison suivante et est remplacé par Jérôme d'Ambrosio. 

### 2011: Pilote d'essai Pirelli et projet avorté en WEC avec Peugeot
Sans volant en 2011, il s'associe avec Hermann Tilke pour dessiner des circuits, ce qu'il faisait depuis son enfance. En juillet 2011, il est recruté par le manufacturier italien Pirelli en tant que pilote d'essai pour développer les futurs pneus à bord d'une Toyota TF109 de 2009,. 
Fin 2011, il est engagé chez Peugeot Sport pour disputer le Championnat du monde d'endurance FIA et les 24 Heures du Mans 2012. Mais avec l'annonce de l'arrêt de Peugeot en Endurance cette même année, il se retrouve sans volant. 

### 2012: une seule course en WEC avec Audi
En mars 2012, il est confirmé par Pirelli dans son rôle de pilote essayeur aux côtés de Jaime Alguersuari.
Au cours de l'année, il retrouve la compétition en participant aux 6 Heures de Sao Paulo pour l'écurie Audi.
En 2013, il participe avec Audi Sport Team Joest aux 24 Heures du Mans sur une Audi R18 e-tron quattro. Il finit sur la plus petite marche du podium et est élu meilleur débutant de l'épreuve. Lors de l'édition suivante, il grimpe sur la deuxième marche du podium, et termine également quatrième du championnat du monde. Il finit au pied du podium de la classique mancelle en 2015 et pointe également à la quatrième place en championnat du monde.

### Formule E
En 2014, Audi Sport ABT le recrute pour participer au nouveau championnat de voitures électriques. Il est aligné aux côtés de l'Allemand Daniel Abt. Le 13 septembre 2014, il remporte la première course de l'histoire de la Formule E devant le français Franck Montagny et le britannique Sam Bird. Il termine finalement troisième du championnat des Pilotes.
En 2017, il est sacré champion de Formule E lors de la dernière course de la saison, à Montréal. Âgé de 32 ans, c'est le premier titre de sa carrière. 

## Carrière
| Saison   | Discipline                                  | Écurie                          | Courses        | Victoires      | Poles          | Tour le plus rapide | Podiums        | Points         | Classement     |
| -------- | ------------------------------------------- | ------------------------------- | -------------- | -------------- | -------------- | ------------------- | -------------- | -------------- | -------------- |
| 2002     | Formule Renault brésilienne                 | G Force Motorsport              | 10             | 2              | 1              | 0                   | 6              | 137            | 2e             |
| 2003     | Championnat d'Amérique du Sud de Formule 3  | Avallone Motorsport             | 12             | 1              | 3              | 0                   | 11             | 164            | 2e             |
| 2003     | Formula 3 Euro Series                       | Prema Powerteam                 | 4              | 0              | 0              | 0                   | 0              | 5              | 21e            |
| 2004     | Championnat de Grande-Bretagne de Formule 3 | Hitech Racing                   | 24             | 2              | 3              | 0                   | 6              | 130            | 8e             |
| 2004     | Super Prix de Bahreïn                       | Hitech Racing                   | 1              | 0              | 0              | 0                   | 0              | -              | 19e            |
| 2004     | GP de Macao                                 | Hitech Racing                   | 1              | 0              | 0              | 0                   | 1              | -              | 3e             |
| 2004     | Masters de Formule 3                        | Hitech Racing                   | 1              | 0              | 0              | 0                   | 0              | -              | 5e             |
| 2004     | Coupe d'Europe de Formule 3                 | Hitech Racing                   | 1              | 0              | 0              | 0                   | 0              | -              | 6e             |
| 2005     | Formula 3 Euro Series                       | Manor Motorsport                | 19             | 1              | 2              | 1                   | 6              | 68             | 3e             |
| 2005     | GP de Macao                                 | Manor Motorsport                | 1              | 1              | 0              | 0                   | 1              | -              | 1er            |
| 2005     | Masters de Formule 3                        | Manor Motorsport                | 1              | 0              | 0              | 0                   | 1              | -              | 3e             |
| 2006     | GP2 Series                                  | Durango                         | 20             | 0              | 0              | 0                   | 0              | 8              | 17e            |
| 2007     | GP2 Series                                  | ART Grand Prix                  | 21             | 1              | 0              | 0                   | 7              | 77             | 2e             |
| 2008     | GP2 Series                                  | Barwa International Campos Team | 14             | 3              | 0              | 2                   | 6              | 63             | 3e             |
| 2009     | GP2 Series                                  | Racing Engineering              | 20             | 1              | 1              | 2                   | 8              | 63             | 3e             |
| 2010     | Formule 1                                   | Virgin Racing                   | 19             | 0              | 0              | 0                   | 0              | 0              | 24e            |
| 2011     | Formule 1                                   | Pirelli                         | Pilote d'essai | Pilote d'essai | Pilote d'essai | Pilote d'essai      | Pilote d'essai | Pilote d'essai | Pilote d'essai |
| 2012     | Championnat du monde d'endurance FIA        | Audi Sport Team Joest           | 1              | 0              | 0              | 1                   | 1              | 15             | 22e            |
| 2012     | City of Dreams Macau GT Cup                 | AF Corse                        | 1              | 0              | 0              | 0                   | 0              | -              | 17e            |
| 2012     | 24 Heures du Nürburgring                    | Dörr Motorsport                 | 1              | 0              | 0              | 0                   | 0              | -              | NC.            |
| 2012     | International V8 Supercars Championship     | Tekno Autosports                | 2              | 0              | 0              | 0                   | 0              | 0              | NC.†           |
| 2012     | Formule 1                                   | Pirelli                         | Pilote d'essai | Pilote d'essai | Pilote d'essai | Pilote d'essai      | Pilote d'essai | Pilote d'essai | Pilote d'essai |
| 2013     | Championnat du monde d'endurance FIA        | Audi Sport Team Joest           | 2              | 0              | 0              | 0                   | 2              | 45             | 9e             |
| 2013     | 24 Heures du Mans                           | Audi Sport Team Joest           | 1              | 0              | 0              | 0                   | 1              | -              | 3e             |
| 2013     | American Le Mans Series                     | Audi Sport Team Joest           | 1              | 0              | 0              | 0                   | 1              | 0              | NC.†           |
| 2013     | Formule 1                                   | Pirelli                         | Pilote d'essai | Pilote d'essai | Pilote d'essai | Pilote d'essai      | Pilote d'essai | Pilote d'essai | Pilote d'essai |
| 2014     | Championnat du monde d'endurance FIA        | Audi Sport Team Joest           | 8              | 0              | 0              | 0                   | 4              | 117            | 4e             |
| 2014     | 24 Heures du Mans                           | Audi Sport Team Joest           | 1              | 0              | 0              | 0                   | 1              | -              | 2e             |
| 2014     | Stock Car Brasil                            | Ipiranga-RCM                    | 1              | 0              | 0              | 0                   | 0              | 0              | NC.†           |
| 2014–15  | Formule E                                   | Audi Sport ABT                  | 11             | 1              | 0              | 1                   | 6              | 133            | 3e             |
| 2015     | Championnat du monde d'endurance FIA        | Audi Sport Team Joest           | 8              | 0              | 0              | 0                   | 1              | 99             | 4e             |
| 2015     | 24 Heures du Mans                           | Audi Sport Team Joest           | 1              | 0              | 0              | 0                   | 0              | -              | 4e             |
| 2015     | Stock Car Brasil                            | Ipiranga-RCM                    | 1              | 0              | 0              | 0                   | 0              | 0              | NC.†           |
| 2015–16  | Formule E                                   | ABT Schaeffler Audi Sport       | 10             | 3              | 0              | 0                   | 7              | 153            | 2e             |
| 2016     | Championnat du monde d'endurance FIA        | Audi Sport Team Joest           | 9              | 2              | 3              | 1                   | 6              | 147.5          | 2e             |
| 2016     | 24 Heures du Mans                           | Audi Sport Team Joest           | 1              | 0              | 0              | 0                   | 1              | -              | 3e             |
| 2016     | Audi Sport TT Cup                           | Audi Sport                      | 2              | 1              | 0              | 2                   | 2              | 0              | NC.†           |
| 2016     | Stock Car Brasil                            | Ipiranga-RCM                    | 1              | 0              | 0              | 1                   | 0              | 0              | NC.†           |
| 2016–17  | Formule E                                   | ABT Schaeffler Audi Sport       | 12             | 2              | 3              | 0                   | 7              | 181            | CHAMPION       |
| 2017     | FIA GT World Cup                            | HCB-Rutronik-Racing             | 1              | 0              | 0              | 0                   | 0              | -              | Abd.           |
| 2017–18  | Formule E                                   | Audi Sport ABT Schaeffler       | 12             | 2              | 0              | 3                   | 7              | 144            | 2e             |
| 2018     | Stock Car Brasil                            | HERO Motorsport                 | 16             | 3              | 0              | 1                   | 3              | 127            | 12e            |
| 2018     | WeatherTech SportsCar Championship          | Mazda Team Joest                | 1              | 0              | 0              | 0                   | 1              |                | 2e             |
| 2018–19  | Formule E                                   | Audi Sport ABT Schaeffler       | 13             | 2              | 0              | 2                   | 3              | 108            | 3e             |
| 2019     | Stock Car Brasil                            | Eurofarma RC                    | 1              | 0              | 1              | 0                   | 0              | 0              | 34e            |
| 2019–20  | Formule E                                   | Audi Sport ABT Schaeffler       | 11             | 0              | 0              | 1                   | 2              | 77             | 6e             |
| 2020     | Porsche GT3 Cup Brasil                      | -                               | 2              | 0              | 0              | 0                   | 2              | 159            | 6e             |
| 2020–21  | Formule E                                   | Audi Sport ABT Schaeffler       | 15             | 2              | 0              | 1                   | 3              | 87             | 7e             |
| 2021     | Deutsche Tourenwagen Masters                | Abt Sportsline                  | 4              | 0              | 0              | 0                   | 0              | 0              | NC.†           |
| 2021     | Porsche All-Star Race Brasil                | -                               | 1              | 0              | 0              | 0                   | 0              | -              | 13e            |
| 2021–22  | Formule E                                   | ROKiT Venturi Racing            | 16             | 1              | 0              | 4                   | 4              | 126            | 5e             |
| 2022–23  | Formule E                                   | Mahindra Racing                 | 15             | 0              | 1              | 0                   | 1              | 32             | 15e            |
| 2023–24  | Formule E                                   | ABT CUPRA Formula E Team        | 16             | 0              | 0              | 0                   | 0              | 4              | 23e            |
| 2024–25  | Formule E                                   | Lola Yamaha ABT Formula E Team  |                |                |                |                     |                |                |                |
| Source : |                                             |                                 |                |                |                |                     |                |                |                |

† En tant que piloté invité, les points inscrits par Di Grassi ne sont pas comptabilisés au championnat des pilotes.

## Résultats en championnat du monde de Formule 1
| Saison | Écurie        | Châssis | Moteur      | Pneus       | GP disputés | Points inscrits | Classement |
| ------ | ------------- | ------- | ----------- | ----------- | ----------- | --------------- | ---------- |
| 2010   | Virgin Racing | VR-01   | Cosworth V8 | Bridgestone | 19          | 0               | 24e        |

| Année    | Écurie        | Châssis      | Moteur                 | 1        | 2        | 3      | 4        | 5      | 6        | 7      | 8      | 9      | 10       | 11       | 12     | 13     | 14      | 15     | 16       | 17       | 18       | 19     | Classement | Points |
| -------- | ------------- | ------------ | ---------------------- | -------- | -------- | ------ | -------- | ------ | -------- | ------ | ------ | ------ | -------- | -------- | ------ | ------ | ------- | ------ | -------- | -------- | -------- | ------ | ---------- | ------ |
| 2010     | Virgin Racing | Virgin VR-01 | Cosworth CA2010 2.4 V8 | BHR Abd. | AUS Abd. | MAL 14 | CHN Abd. | ESP 19 | MON Abd. | TUR 19 | CAN 19 | EUR 17 | GBR Abd. | GER Abd. | HUN 18 | BEL 17 | ITA 20† | SIN 15 | JPN N.p. | KOR Abd. | BRA n.c. | ABU 18 | 24e        | 0      |
| Source : |               |              |                        |          |          |        |          |        |          |        |        |        |          |          |        |        |         |        |          |          |          |        |            |        |

 † Le pilote n'a pas terminé la course mais est classé parce qu'il a parcouru 90 % de la distance de course.

## Résultats en championnat de Formule E FIA
| Saison    | Écurie                    | Châssis               | Groupe motopropulseur            | Pneus    | ePrix disputés | Pole positions | Victoires | Podiums | Meilleurs tours | Points inscrits | Classement |
| --------- | ------------------------- | --------------------- | -------------------------------- | -------- | -------------- | -------------- | --------- | ------- | --------------- | --------------- | ---------- |
| 2014-2015 | Audi Sport ABT Schaeffler | Spark-Renault SRT 01E | SRT 01E                          | Michelin | 11             | 0              | 1         | 6       | 1               | 133             | 3e         |
| 2015-2016 | Audi Sport ABT Schaeffler | Spark-Renault SRT 01E | ABT Schaeffler FE01              | Michelin | 10             | 0              | 3         | 7       | 0               | 153             | 2e         |
| 2016-2017 | Audi Sport ABT Schaeffler | Spark-Renault SRT 01E | ABT Schaeffler FE02              | Michelin | 12             | 3              | 2         | 7       | 0               | 181             | Champion   |
| 2017-2018 | Audi Sport ABT Schaeffler | Spark-Renault SRT 01E | Audi e-tron FE04                 | Michelin | 12             | 0              | 2         | 7       | 3               | 144             | 2e         |
| 2018-2019 | Audi Sport ABT Schaeffler | Spark SRT 05E         | Audi e-tron FE05                 | Michelin | 13             | 0              | 2         | 3       | 2               | 108             | 3e         |
| 2019-2020 | Audi Sport ABT Schaeffler | Spark SRT 05E         | Audi e-tron FE06                 | Michelin | 11             | 0              | 0         | 2       | 1               | 77              | 6e         |
| 2020-2021 | Audi Sport ABT Schaeffler | Spark SRT 05E         | Audi e-tron FE07                 | Michelin | 15             | 0              | 2         | 3       | 1               | 87              | 7e         |
| 2021-2022 | ROKiT Venturi Racing      | Spark SRT 05E         | Mercedes Benz EQ Silver Arrow 03 | Michelin | 16             | 0              | 1         | 4       | 1               | 126             | 5e         |
| 2022-2023 | Mahindra Racing           | -                     | Mahindra M9Electro               | Hankook  | 15             | 1              | 0         | 1       | 0               | 32              | 15e        |
| 2023-2024 | ABT CUPRA FORMULA E TEAM  |                       | Mahindra M10-Electro             |          | 5              | 0              | 0         | 0       | 0               | 0               | 19e        |

## Résultats aux 24 Heures du Mans
| Année | Écurie                | Voiture                 | Équipiers                | Résultat |
| ----- | --------------------- | ----------------------- | ------------------------ | -------- |
| 2013  | Audi Sport Team Joest | Audi R18 e-tron quattro | Marc Gené Oliver Jarvis  | 3e       |
| 2014  | Audi Sport Team Joest | Audi R18 e-tron quattro | Tom Kristensen Marc Gené | 2e       |
| 2015  | Audi Sport Team Joest | Audi R18 e-tron quattro | Loïc Duval Oliver Jarvis | 4e       |
| 2016  | Audi Sport Team Joest | Audi R18                | Loïc Duval Oliver Jarvis | 3e       |

## Palmarès
- Vainqueur du GP de Macao F3 en 2005
- Vainqueur des 6 Heures de Spa en 2016
- Champion de Formule E en 2016-2017